# Cresera tinguaensis
Cresera tinguaensis är en fjärilsart som beskrevs av Rego Barros 1957. Cresera tinguaensis ingår i släktet Cresera och familjen björnspinnare. Inga underarter finns listade i Catalogue of Life.